# Õisu
Ne doit pas être confondu avec Oisu.
Õisu est un petit bourg de la commune de Mulgi, situé dans le comté de Viljandi en Estonie.

## Géographie
Le bourg s'étend sur 120 ha, à 21 km au sud de Viljandi et à 14 km au nord-est d'Abja-Paluoja. Il donne son nom à un lac qui s'étend sur 193 ha à l'ouest. 

## Histoire
L'endroit est surtout connu pour l'ancien domaine d'Euseküll, mentionné dans les textes en 1551. Son manoir actuel, qui date de 1760-1770, appartenait jusqu'à la loi de nationalisation de 1919 à la famille von Sievers.
Õisu fait partie de la commune d'Halliste jusqu'à la réorganisation administrative d'octobre 2017, quand celle-ci est supprimée et intégrée à la commune de Mulgi.

## Démographie
La population s'élevait à 196 habitants en 2020.

## Culture et patrimoine
- Manoir d'Euseküll

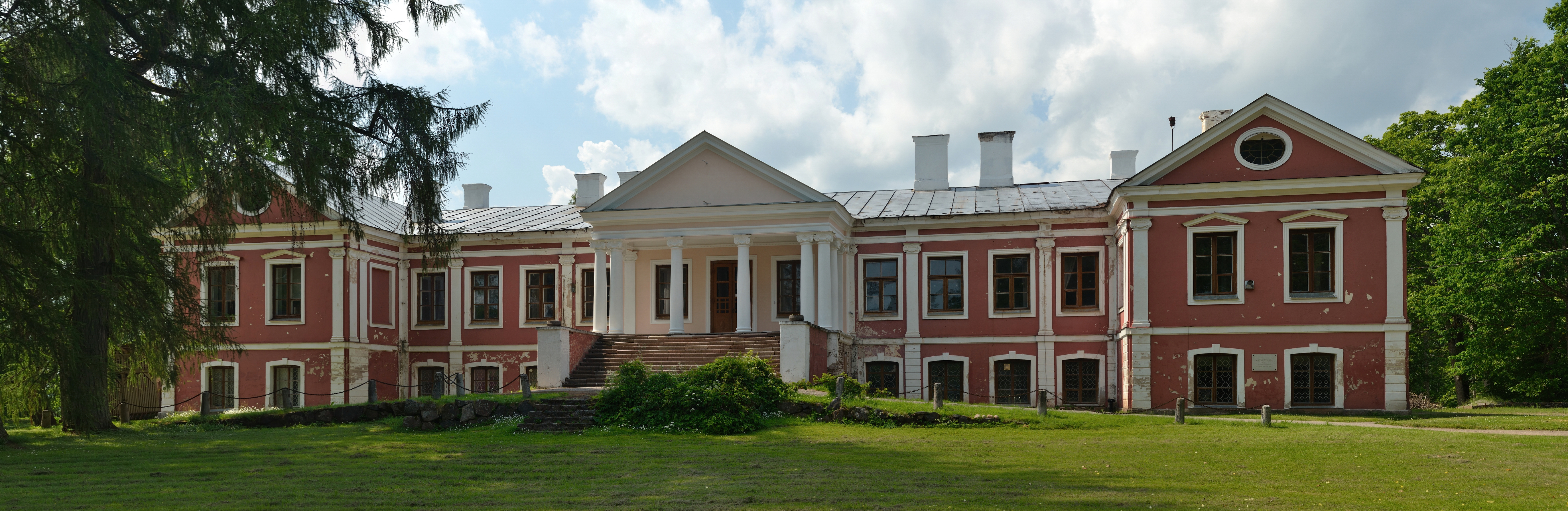
Le manoir de Õisu.
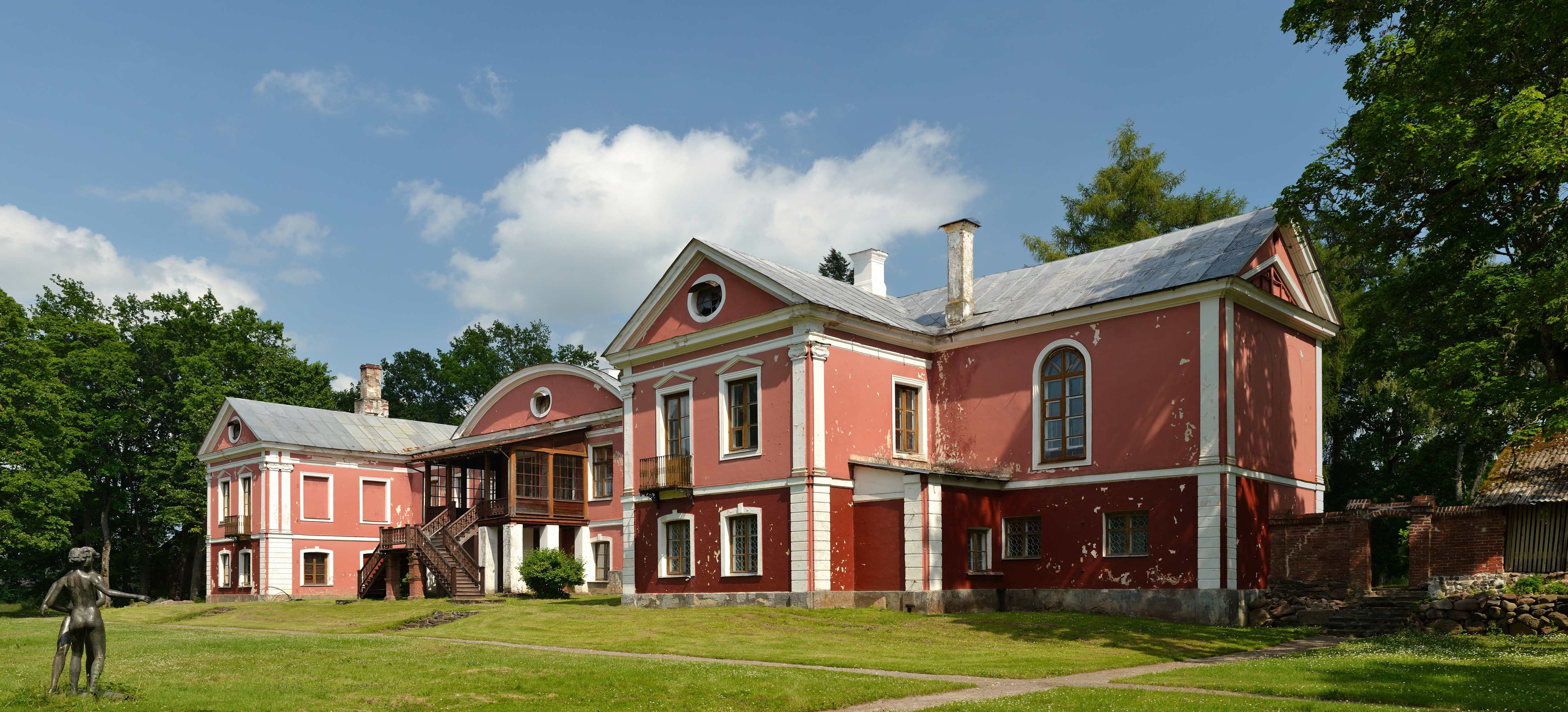
Le manoir de Õisu.
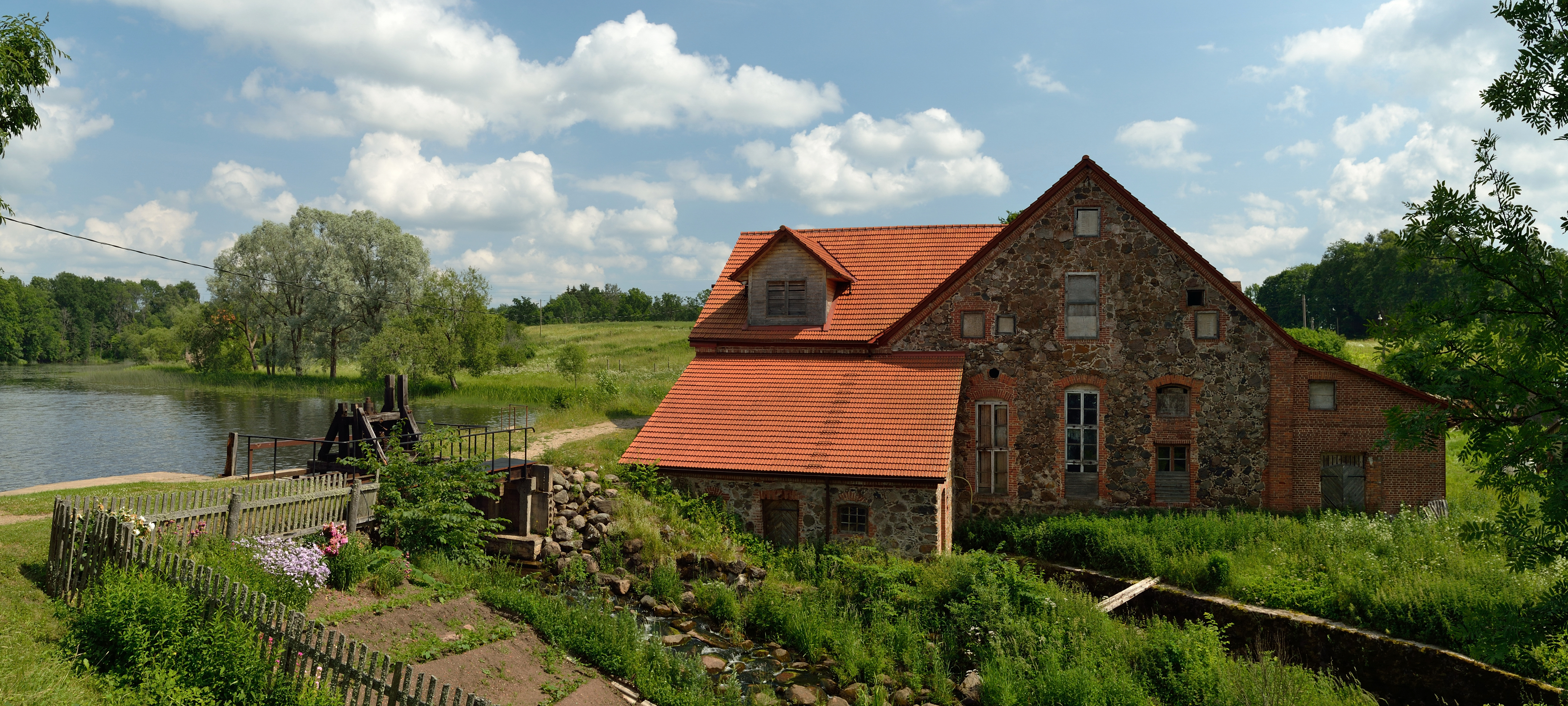
Le moulin à eau.
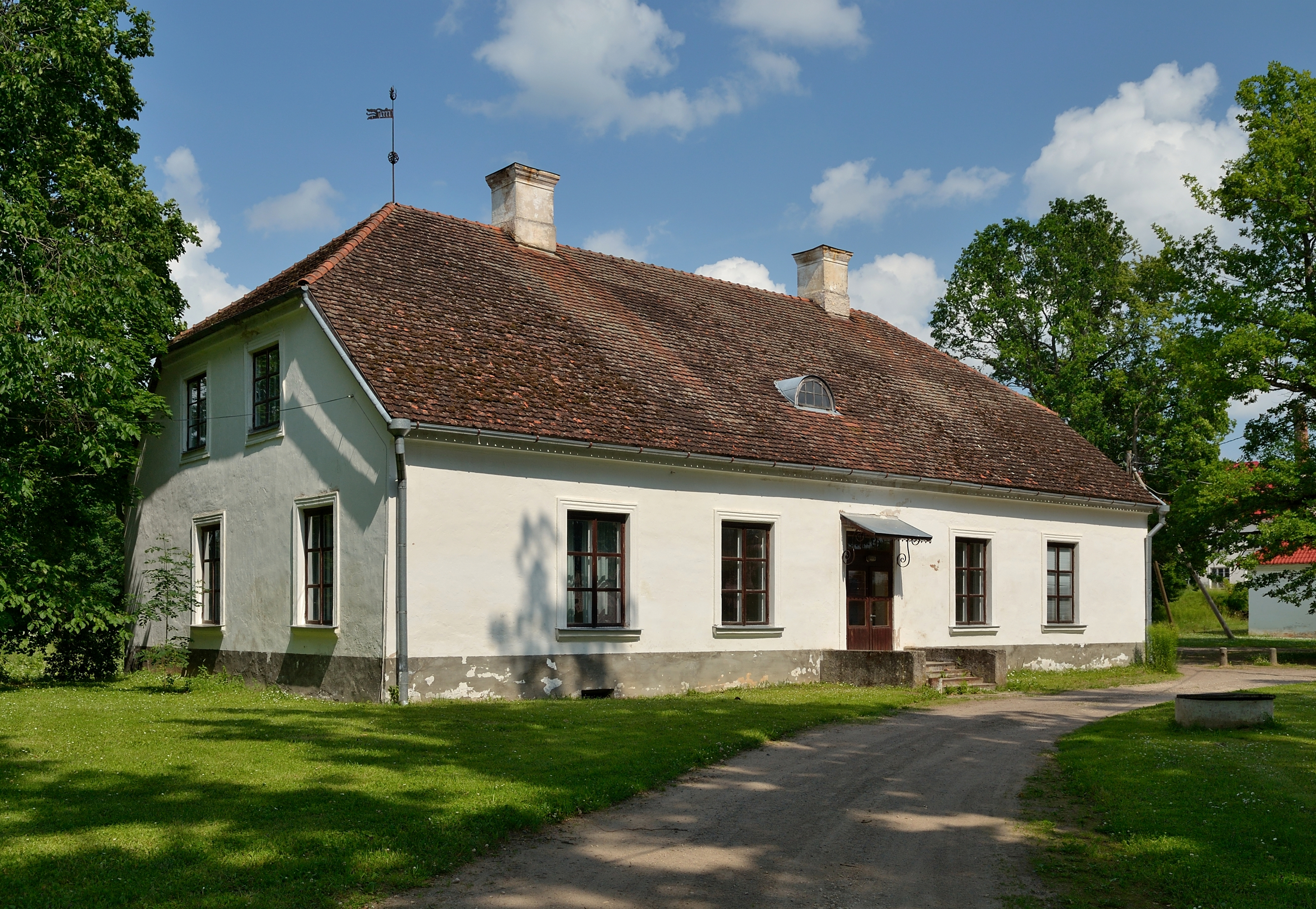
La maison de l'intendant du manoir.